# Dekanat Chorzele
Dekanat Chorzele – jeden z 24 dekanatów w rzymskokatolickiej diecezji łomżyńskiej.

## Parafie
W skład dekanatu wchodzi 8 parafii:
- parafia św. Michała Archanioła w Brodowych Łąkach
- parafia św. Mikołaja w Chorzelach
- parafia św. Floriana w Jednorożcu
- parafia Miłosierdzia Bożego w Krukowie
- parafia św. Antoniego w Olszewce
- parafia św. Stanisława Biskupa i Męczennika w Parciakach
- parafia Zmartwychwstałego Chrystusa w Połoni
- parafia św. Wawrzyńca w Zarębach.

## Sąsiednie dekanaty
Dzierzgowo (diec. płocka), Kadzidło, Krasnosielc, Myszyniec, Rozogi (archidiec. warmińska), Szczytno (archidiec. warmińska)